# Japanischer Feuerbauchmolch
Der Japanische Feuerbauchmolch  (Cynops pyrrhogaster) ist ein Schwanzlurch aus der Gattung der Feuerbauchmolche (Cynops).

## Merkmale
Es handelt sich um einen Wassermolch, der bis zu 12 Zentimetern (in Gefangenschaft angeblich auch 15 Zentimeter) lang werden kann. Am gedrungen wirkenden Kopf sind Ohrdrüsenwülste gut sichtbar; diese enthalten ein giftiges Hautsekret zur Abwehr von Fressfeinden. Die Haut des Rumpfes erscheint gekörnelt. Die Oberseite ist dunkelbraun bis mattschwarz gefärbt; an den oberen Flanken sieht man manchmal kleine orange-rote Flecken. Die Bauchseite ist orange bis tiefrot gefärbt. Dazu sind oft große schwarze, teilweise auch weiße Flecken vorhanden, die in einigen Fällen aber auch fehlen können. Das Fleckenmuster des Bauches macht die Tiere individuell unterscheidbar (vergleiche: Nördlicher Kammmolch). Der Schwanz ist seitlich zusammengedrückt. Während des Wasseraufenthaltes verbreitern sich die Schwanzkanten. Das Männchen bildet außerdem einen Faden am Ende des Schwanzes aus; dieser fehlt dem Weibchen. Auch ist die Kloake des Männchens zur Paarungszeit stärker hervorgewölbt. In der Wassertracht bekommen männlichen Exemplare außerdem purpurne Farbeinschläge an den Flanken und dem Schwanz, meistens blau mit roten Tupfen.

## Formen und Unterarten
Cynops pyrrhogaster ist eine variable Art, welche in ihrem Verbreitungsgebiet mehrere Formen hervorbringt, die sich morphologisch, genetisch und hinsichtlich ihres Fortpflanzungsverhaltens teils erheblich voneinander unterscheiden. Bekannte Formen sind beispielsweise die "Sasayamae-Form" (West-Honshu), die "Kanto-Form" (Kanto-Ebene um Tokyo) sowie die "Tohoku-Form" (Nord-Honshu). Bisher ist nur die Sasayamae-Form als eigene Unterart beschrieben worden: Cynops pyrrhogaster sasayamae (Mertens 1969). Sie zeigt ein charakteristisches Fortpflanzungsverhalten, bei der das Männchen dem Weibchen bei der Balz einen Hinterfuß auf den Rücken und später auch auf den Hals legt. Die "Kanto-Form" von Cynops pyrrhogaster stellt möglicherweise eine eigene Art dar.

## Verbreitung, Lebensraum
Die Art kommt auf allen großen Inseln Japans mit Ausnahme von Hokkaidō vor und ist dort als Akahara imori (jap. 赤腹井守) bekannt. Außerdem werden einige kleinere, vorgelagerte Inseln besiedelt. Von den Ryūkyū-Inseln ist der sehr ähnliche Schwertschwanzmolch (Cynops ensicauda) mit zwei Unterarten bekannt, der jedoch auf den Hauptinseln nicht vorkommt.
Als Habitate werden stehende Gewässer wie verkrautete Tümpel, Bewässerungsgräben und Reisfelder bevorzugt, die die Molche weitgehend aquatil bewohnen. Außerhalb der Fortpflanzungszeit im Frühjahr und Frühsommer sowie in der Jugendphase gehen die Tiere aber auch zum Landleben über und verstecken sich dann unter Steinen und Totholz.
Zum Nahrungsspektrum gehören verschiedenste Insekten und deren Larven, kleine Krebstiere (Wasserflöhe, Hüpferlinge und dergleichen), kleine Fische, Laich und Regenwürmer.

## Fortpflanzung, Individualentwicklung
Das Paarungsverhalten im Wasser ähnelt stark dem der Europäischen Wassermolche (vergleiche beispielsweise: Teichmolch). Anschließend legt das Weibchen die Eier einzeln an Wasserpflanzen ab und faltet sie dabei mit Hilfe der Hinterbeine in Blätter ein. Die Larven schlüpfen nach circa einer Woche der Embryonalentwicklung und ernähren sich zunächst von ihrem Dottervorrat. Wenn sie in die Schwimmphase übergehen, sieht man am Hinterkopf drei große Büschel, die der Kiemenatmung dienen. Nach einigen Wochen bekommt die Larve Vorderbeine. Sie ernährt sich nun schon von Wasserflöhen und Mückenlarven. Einige Zeit später wird auch das hintere Beinpaar sichtbar. Kurz vor der Metamorphose nehmen die Hautpigmente zu und Sprenkelungen entstehen. Die Atmung wird von Kiemen auf Lungen und Haut umgestellt, so dass die Jungtiere nun an Land gehen können. Mit zwei bis drei Jahren werden sie selbst geschlechtsreif; bis dahin leben sie terrestrisch.

## Besonderheiten
Die hohe Regenerationsfähigkeit von Körperteilen des Japanischen Feuerbauchmolches wurde in einem langjährigen Experiment untersucht. Dabei erwies sich, dass immer wieder entfernte Augenlinsen bis zu 18-mal vollständig nachwuchsen.